# Скригнатка райдужна
Скригнатка райдужна (Passerina ciris) — вид горобцеподібних птахів родини кардиналових (Cardinalidae).

## Поширення
Вид поширений в Північній Америці. Ареал гніздування виду поділяється на дві географічно відокремлені області. Західна популяція гніздиться на півночі Мексики та південних штатах США (Нью-Мексико, Техас, Аризона, Оклахома, Арканзас, Луїзіана) і зимує на півдні Мексики та Центральній Америці. Східна популяція гніздиться вздовж атлантичного узбережжя США (від Північної Кароліни до півночі Флориди), а зимує у Флориді, на Кубі і Багамах.

## Опис
Дрібний птах, завдовжки 12–14 см, вагою 13–19 г. Самець має різнокольорове оперення з блакитною головою, зеленою спиною, червоними грудьми і черевом. Оперення самиці і молоді жовтувато-зеленого кольору, яке служить маскуванням серед рослинності.

## Підвиди
- P. c. ciris (Linnaeus, 1758) — східна популяція.
- P. c. pallidior Mearns, 1911 — західна популяція.